# Brassolis astyalus
Brassolis astyalus är en fjärilsart som beskrevs av Hermann Burmeister 1854. Brassolis astyalus ingår i släktet Brassolis och familjen praktfjärilar. Inga underarter finns listade i Catalogue of Life.